# ریچارد یوول
 ریچارد یوول (انگلیسی: Richard S. Ewell؛ ۸ فوریهٔ ۱۸۱۷ – ۲۵ ژانویهٔ ۱۸۷۲) یک فرد نظامی اهل ایالات متحده آمریکا بود. وی در جنگ داخلی آمریکا یکی از ژنرال‌های اترش آمریکا بود.